# Lac Echo (comté de Mariposa)
Pour les articles homonymes, voir Lac Echo.
Le lac Echo (en anglais : Echo Lake) est un lac américain dans le comté de Mariposa, en Californie. Il est situé à 2 853 mètres d'altitude au sein de la Yosemite Wilderness, dans le parc national de Yosemite.